# Yahya Abdul-Mateen II
Yahya Abdul-Mateen II (Nueva Orleans, Luisiana; 15 de julio de 1986) es un actor estadounidense, conocido por su papel de Cadillac en la serie The Get Down. También protagonizó las películas Baywatch y El gran showman (ambas en 2017), interpretó al villano Manta Negra en Aquaman (2018) y a Calvin Abar en la premiada serie Watchmen.

## Nacimiento y educación
Abdul-Mateen nació en Nueva Orleans, Luisiana, como hijo de un padre musulmán, Yahya Abdul-Mateen I, y una madre cristiana, Mary. Pasó su infancia en Magnolia Projects, Nueva Orleans, y luego se mudó a Oakland, California, donde asistió a la McClymonds High School. En 2004, asistió a la Universidad de California, Berkeley, de donde se graduó con un título en Arquitectura y luego ejerció esta profesión en San Francisco, California. Siempre quiso ser actor, así que se graduó en Artes en la Yale School of Drama y trabajó como actor de teatro.

## Carrera
En 2016, Abdul-Mateen empezó su carrera como actor en el musical de Baz Luhrmann The Get Down, el cual se estrenó en Netflix. Su personaje, Clarence "Cadillac" Caldwell, es un príncipe del mundo disco. Recibió críticas positivas por su papel en la serie.
En 2017, Abdul-Mateen apareció en la película de Shawn Christensen The Vanishing of Sidney Hall, en el papel de Duane. La cinta fue estrenada en el Festival de Cine de Sundance de 2017.
Abdul-Mateen hizo el papel de un oficial de policía, Garner Ellerbee, en la película de comedia Baywatch, actuando junto a Dwayne Johnson y Zac Efron. La película se estrenó el 25 de mayo de 2017. También interpretó a WD Wheeler en la película El gran showman (2017), trabajando junto a Hugh Jackman, Michelle Williams y Zac Efron.
En 2018, protagonizó la película Boundaries, junto a Vera Farmiga y Christopher Plummer e hizo del villano Manta Negra en la película Aquaman, cuya grabación dio comienzo en mayo de 2017 en Australia.
En 2019 participó de la serie de HBO Watchmen, en el papel de Calvin Abar.

## Filmografía

### Cine
| Año  | Título                       | Personaje                | Notas                            |
| ---- | ---------------------------- | ------------------------ | -------------------------------- |
| 2012 | Crescendo                    | Yahya                    | Cortometraje También coproductor |
| 2017 | The Vanishing of Sidney Hall | Duane Jones              |                                  |
| 2017 | Baywatch                     | Sargento Garner Ellerbee |                                  |
| 2017 | The Greatest Showman         | W. D. Wheeler            |                                  |
| 2018 | First Match                  | Darrel                   |                                  |
| 2018 | Boundaries                   | Serge                    |                                  |
| 2018 | Aquaman                      | David Kane / Manta Negra |                                  |
| 2019 | Us                           | Russel Thomas            |                                  |
| 2019 | Sweetness in the Belly       | Aziz                     |                                  |
| 2020 | All Day and a Night          | Big stunna               |                                  |
| 2020 | The Trial of the Chicago 7   | Bobby seale              |                                  |
| 2021 | Candyman                     | Anthony McCoy            |                                  |
| 2021 | The Matrix Resurrections     | Morfeo                   |                                  |
| 2022 | Ambulance                    | Will Sharp               |                                  |
| 2023 | Aquaman y el Reino Perdido   | David Kane / Manta Negra |                                  |

### Televisión
| Año     | Título              | Personaje                            | Notas                       |
| ------- | ------------------- | ------------------------------------ | --------------------------- |
| 2016–17 | The Get Down        | Clarence "Cadillac" Caldwell         | 11 Episodios                |
| 2018    | The Handmaid's Tale | Omar                                 | Episodio: "Baggage"         |
| 2019    | Black Mirror        | Karl                                 | Episodio: "Striking Vipers" |
| 2019    | Watchmen            | Calvin "Cal" Abar / Doctor Manhattan | 9 Episodios                 |
| 2025    | Wonder Man          | Simon Williams / Wonder Man          | Protagonista                |

## Premios y nominaciones
| Año  | Otorga                                              | Premio                                                              | Trabajo                    | Resultado |
| ---- | --------------------------------------------------- | ------------------------------------------------------------------- | -------------------------- | --------- |
| 2020 | Critics' Choice Movie Award                         | Mejor conjunto de actuación                                         | The Trial of the Chicago 7 | Ganó      |
| 2020 | Satellite Award                                     | Mejor conjunto – Película                                           | The Trial of the Chicago 7 | Ganó      |
| 2020 | Screen Actors Guild Award                           | Destacado desempeño por un Reparto en una Película                  | The Trial of the Chicago 7 | Ganó      |
| 2020 | AARP Movies                                         | Premio Grownups para Mejor conjunto                                 | The Trial of the Chicago 7 | Nominado  |
| 2020 | Austin Film Critics Association Award               | Mejor conjunto                                                      | The Trial of the Chicago 7 | Nominado  |
| 2020 | Black Reel Award                                    | Destacado desempeño renovación, masculino                           | The Trial of the Chicago 7 | Nominado  |
| 2020 | Detroit Film Critics Society Award                  | Mejor conjunto                                                      | The Trial of the Chicago 7 | Nominado  |
| 2020 | Florida Film Critics Circle Award                   | Mejor conjunto                                                      | The Trial of the Chicago 7 | Nominado  |
| 2020 | Georgia Film Critics Association Award              | Mejor conjunto                                                      | The Trial of the Chicago 7 | Nominado  |
| 2020 | Hollywood Critics Association Award                 | Mejor conjunto de Reparto                                           | The Trial of the Chicago 7 | Nominado  |
| 2020 | San Diego Film Critics Society Award                | Mejor desempeño por un conjunto                                     | The Trial of the Chicago 7 | Nominado  |
| 2020 | Washington D.C. Area Film Critics Association Award | Mejor conjunto                                                      | The Trial of the Chicago 7 | Nominado  |
| 2019 | Black Reel Award                                    | Destacado Actor de soporte, Película de televisión o Serie Limitada | Watchmen                   | Ganó      |
| 2019 | Primetime Emmy Award                                | Destacado Actor de soporte en una Serie Limitada o Película         | Watchmen                   | Ganó      |